# تاج بن سحاوله
تاج بن سحاوله (عربی: تاج بن سحاولة؛ زادهٔ ۱ دسامبر ۱۹۵۴) یک بازیکن فوتبال اهل الجزایر است.

## باشگاهی
از باشگاه‌هایی که در آن بازی کرده‌است می‌توان به باشگاه فوتبال مولودیه وهران و باشگاه فوتبال لو آور اشاره کرد.

## تیم ملی
وی عضو تیم ملی فوتبال الجزایر در جام جهانی فوتبال ۱۹۸۲ و ۱۹۸۶ بوده‌است.